# دوروثي هينيسي
دوروثي هينيسي (بالإنجليزية: Dorothy Hennessey)‏ هي ناشطة حقوق الإنسان أمريكية، ولدت في 24 مارس 1913 في آيوا في الولايات المتحدة، وتوفيت في 24 يناير 2008 في مقاطعة دوبوك في الولايات المتحدة.